# Portland (singolo)
Portland è un singolo del rapper canadese Drake in collaborazione con i rapper Quavo e Travis Scott, pubblicato nel 2017 ed estratto dall'album More Life.

## Tracce
- Download digitale

1. Portland – 3:57